# Tôtes
Tôtes är en kommun i departementet Seine-Maritime i regionen Normandie i norra Frankrike. Kommunen ligger i kantonen Tôtes som tillhör arrondissementet Dieppe. År 2022 hade Tôtes 1 555 invånare.

## Befolkningsutveckling
Antalet invånare i kommunen Tôtes
| Referens: INSEE |